# Vreede
Vreede is een uit Obspringen afkomstig geslacht waarvan leden zich in de 17e eeuw in Leiden vestigden.

## Geschiedenis
De stamvader is Pieter Vrede, die woonde te Obspringen en waarvan in ieder geval drie zonen zich rond 1650 in Leiden vestigden. Een van hen, Dirck Pietersz. Vrede (†1687) werd actief in de doopsgezinde gemeente van die plaats en werd de stamvader van al het Nederlandse nageslacht. Ook direct nageslacht van Dirk werd actief in de Leidse doopsgezinde gemeente. In latere generaties leverde het geslacht hoogleraren, bestuurders en kunstenaars.

## Enkele telgen
Pieter Vreede (1750-1837), patriot en letterkundige
- Paulus Vreede (1779-1842), lakenfabrikant, lid gemeenteraad van Tilburg, lid Provinciale Staten van Noord-Brabant
  - Prof. mr. George Willem Vreede (1809-1880), hoogleraar staats- en volkenrecht te Utrecht
    - Prof. dr. Albert Cornelis Vreede (1840-1908), hoogleraar taal en letterkunde van de Oost-Indische Archipel te Leiden

  - Hendrik Frederik Lodewijk Vreede (1810-1868), lakenfabrikant, lid gemeenteraad van Tilburg
- Cornelis Vreede (1791-1858), lakenkoper en tabaksondernemer
  - Dirk Vreede (1819-1886), tabaksondernemer, lid gemeenteraad en wethouder van Wageningen
    - Cornelis Vreede (1845-1911), kapitein-ter-zee, oprichter en voorzitter Vereeniging voor de Zeevaart
      - Dirk Vreede (1883-1955), schout-bij-nacht, raadsheer Hoog Militair Gerechtshof
        - Drs. Cornelis Vreede (1908-1992), ambassadeur

    - Mr. Hendrik Vreede (1847-1933), directeur Hollandsche Bank de Vos en Vreede te ‘s-Gravenhage
      - Elisabeth Vreede (1879-1943), wiskundige en antroposofe
      - Hendrik Vreede (1883-1956), hoofdambtenaar Rijksdienst voor de Monumentenzorg
        - Anne Ghilaine Henriette Vreede (1930-2014); trouwde in 1954 met prof. dr. Ralph van Furth (1929-2018), hoogleraar Interne geneeskunde
          - Prof. dr. Marceline van Furth (1960), gewoon hoogleraar kindergeneeskunde

      - Mr. Theodoor Robert Hendrik Vreede (1915-2002), advocaat en procureur
        - Andrea Henriette Vreede (1962), journaliste

    - Adriaan Elise Dirk Vreede (1862-1935), gemeenteambtenaar
      - Kitty Vreede (1899-1979); trouwde in 1930 met Bernard Essers (1893-1945), kunstschilder

    - Willem Anton Vreede (1868-1938), lid gemeenteraad van Wageningen

  - Frans Vreede (1829-1874), administrateur tabaksonderneming
    - Mr. Cornelis Franciscus Vreede (1861-1893), advocaat en procureur
      - Prof. Frans Vreede (1887-1975), directeur Nederlands Studiecentrum Universiteit van Parijs, hoogleraar faculteit letteren Universiteit van Indonesië te Djakarta; trouwde in tweede echt met Cora Vreede-de Stuers (1909-2002)
        - Elisabeth Vreede (1919-2000); trouwde in 1946 met mr. Johannes Kneppelhout (1917-1985), ambassadeur, voorzitter Vereniging Vrienden van Den Haag

      - Ewoud Adrianus Vreede (1889-1983), schout-bij-nacht
        - Mr. Elisabeth Vreede (1924-2014); trouwde in 1954 met mr. Abraham Louis Schneiders (1925-2020), ambassadeur en schrijver

    - Frans Elise Vreede (1862-1948), belastingambtenaar
      - Carel Wilhelm Vreede (1887-1966), belastingambtenaar
        - Catharina Elisabeth Vreede (1916-1995), kunstschilderes; trouwde in 1943 met Daniël Wilhelm Bekking (1906-1972), kunstschilder en etser

  - Anna Helena Vreede (1833-1858); trouwde in 1857 met prof. Bastiaan de Poorter (1813-1880), kunstschilder, hoogleraar en directeur Rijksacademie van Beeldende Kunsten te Amsterdam
  - Cornelis Dorotheus Vreede (1834-1886), burgemeester en secretaris van Vrijenban, dijkgraaf van Delfland
- Jacob Vreede (1796-1871), essayeur
  - Johanna Maria Constantia Vreede (1829-1897); trouwde in 1852 met prof. mr. Otto van Rees (1825-1868), hoogleraar statistiek, staats- en volkenrecht te Groningen en te Utrecht
    - Prof. Jacob van Rees (1854-1928), hoogleraar en christen-anarchistisch drankbestrijder en anti-militarist

Geslachten die opgenomen zijn in het sinds 1910 verschijnende genealogische naslagwerk Nederland's Patriciaat. Lijst volgens opgave van het CBG Centrum voor familiegeschiedenis.
A · B · C · D · E · F · G · H · I · J · K · L · M · N · O · P · Q · R · S · T · U · V · W · Y · Z